# Psednos spirohira
Psednos spirohira is een straalvinnige vissensoort uit de familie van snotolven (Cyclopteridae). De wetenschappelijke naam van de soort is voor het eerst geldig gepubliceerd in 2002 door Chernova & Stein.